# David Cuéllar
David Cuéllar Taínta (Pamplona, 1º novembre 1979) è un ex calciatore spagnolo, di ruolo centrocampista.